# شورای ریاست‌جمهوری لیبی
شورای ریاست‌جمهوری (عربی: المجلس الرئاسی‎)، هیئتی است که تحت شرایط توافقنامه سیاسی لیبی که در ۱۷ دسامبر ۲۰۱۵ امضا شد، تشکیل شده است. این شورا، وظایف رئیس کشور لیبی را انجام می‌دهد و به عنوان فرماندهی نیروهای مسلح لیبی پیشنهاد شده است.
این توافقنامه، به اتفاق آرا توسط شورای امنیت سازمان ملل متحد تأیید شده است که از تشکیل شورای ریاست‌جمهوری، استقبال کرد و تشخیص داد که دولت وفاق ملی، تنها دولت اجرایی قانونی لیبی است. پس از آنکه مجلس نمایندگان در سال ۲۰۲۲، دولت وحدت ملی را به رسمیت شناخت و یک دولت رقیب را روی کار آورد، شورای ریاست‌جمهوری، مسئولیت دولت وحدت ملی را بر عهده گرفت.